# Среднезападный убийца (Американская история ужасов)
«Среднезападный убийца» (англ. «Mid-Western Assassin») — шестой эпизод седьмого сезона американского телесериала-антологии «Американская история ужасов». Эпизод вышел 10 октября 2017 года на телеканале FX. Режиссёром выступил Брэдли Букер, автором сценария — Тодд Кубрак.

## Сюжет
Эпизод начинается с массовой перестрелки на митинге в поддержку кандидатуры Кая (Эван Питерс) в городской совет. Присутствующая на митинге Айви (Элисон Пилл) прячется, а Харрисон (Билли Айкнер) убегает. Полицейские окружают площадь и подбираются к стрелявшему. С пистолетом в руке оказывается Эллисон Мэйфэр-Ричардс (Сара Полсон). На сцене неподвижно лежит Кай.
Нам показывают предысторию стрельбы. Мэдоу (Лесли Гроссман) стучится в окно дома Элли. Она умоляет её впустить, но Элли говорит, что полиция и так скоро приедет. Мэдоу говорит, что во всём этом замешан культ, в котором состоит и полиция, и её муж, а также няня и жена Элли. После этого Мэдоу уносят в мешке. Айви всё ещё на связи, но Элли сбрасывает звонок. Она запирает все окна и двери, занавешивает окна. Ей звонит доктор Винсент (Шайенн Джексон). Он считает, что у Элли приступ, но она это отрицает. Доктор советует ей лечь спать, но сама Элли идёт в дом соседей. Элли забирается в дом через окно. Она видит, как Харрисон и Джек Сэмюэлс (Колтон Хейнс) занимаются сексом. Забрав ключи, она открывает гараж, в котором на стуле сидит связанная Мэдоу. Она её освобождает, и они уходят. Но Мэдоу, задев ящик, поднимает много шума, из-за чего их заметили. Они бегут к машине, несмотря на старания их остановить, женщинам удаётся сбежать. Они приезжают в «Мясную лавку на главной», которой владеет Элли. Эллисон просит убедить её, что слова про культ и Айви — правда. Но даже после рассказа Мэдоу ей верится с трудом. Мэдоу говорит, что главной целью культа является захват власти и что попасть туда можно было, только если Кай тебя выбрал. Кай называл Мэдоу талантливой, его слова пробудили настоящую Мэдоу, она в него влюбилась. Но потом она замечает, как Кай говорит те же слова Айви. Мэдоу решает уехать, но Харрисон и Джек её связывают. Кай говорит ей, что она никому не нужна, что она пустое место. Мэдоу говорит Элли, что если бы та не нашла её, Мэдоу бы умерла. Элли предлагает обратиться в полицию соседнего города, но Мэдоу уверяет её, что единственным выходом будет убить Кая.
3 апреля 2017 года в городском совете проходят дебаты кандидатов в советники. Поначалу аудитория поддерживает Кая, но неожиданно появляется Салли Кеффлер (Мэр Уиннингэм), которая начинает критиковать позицию и идеологию Кая. Затем она заявляет о своей кандидатуре.
В день после выборов, девятого ноября, Айви паникует, что их с Уинтер (Билли Лурд) посадят за похищение Гэри Лонгстрита (Чез Боно). Уинтер приводит свою подругу к Каю. Там они проводят ритуал с мизинцами. Во время этого узнаётся, что Айви хочет избавиться от жены. Впервые она начала к ней испытывать ненависть, когда Элли родила Оза. Усугубило положение наличие у Элли фобий и её голос на выборах за Джилл Стайн. Кай предлагает свести её жену с ума, чтобы Айви получила полную опеку над Озом.
Элли вместе с Мэдоу приходит к доктору Винсенту. Она просит его расспросить Мэдоу про культ, пока Элли кое-что уладит. Эллисон направляется к Салли Кеффлер. Она рассказывает ей про орудующий в городе культ, который несёт ответственность за все преступления. Салли верит ей и соглашается помочь, так как это поможет ей победить на выборах. В дом Салли врываются клоуны, Элли прячется в ванной комнате, а Салли решает противостоять. Однако попытка тщетна. Кай пишет в её профиле на Фейсбуке предсмертную записку, а после убивает её. Айви в маске находит Элли, но другим не рассказывает. Элли узнаёт свою жену.
Эллисон возвращается к Руди, но Мэдоу ушла, ничего не сказав о культе Винсенту. Доктор настойчиво советует ей лечь в стационар. Элли его посылает, а сама направляется на митинг в поддержку Кая, показанный в начале серии. Кай упоминает «самоубийство» Салли Кеффлер. На митинге Элли видит Мэдоу, которая, заметив Элли, бежит от неё. Мэдоу достаёт пистолет и стреляет в девушку, а затем в Кая, после чего стреляет в обычных граждан. Мэдоу начинает подводить пистолет к себе, Элли пытается её остановить. Но Мэдоу всё равно стреляет себе в горло, перед этим сказав, что это во имя любви. Так пистолет оказывается в руках у Элли.
В тот момент, когда Мэдоу связал её муж и его любовник, Кай развязывает её. Он говорит ей, что для него Мэдоу важнее всего. Кай уверяет её, что только она сможет сделать его известным. Они занимаются сексом. Кай рассказывает ей план, по которому Мэдоу должна всю правду рассказать Элли, так как никто не поверит психопатке, как свидетельнице. Но для достижения цели Мэдоу после покушения на Кая должна умереть.
Полицейские арестовывают Элли, Айви даёт показания, а Кай остаётся в живых, как и планировалось.

## Производство
7 октября создатель сериала, Райан Мёрфи, сказал, что в связи с массовым убийством в Лас-Вегасе 1 октября, сцена массовой стрельбы из шестой серии была отредактирована. В новом варианте эпизод выглядит менее жестоко и кроваво. Версия с цензурой была показана только на телеканале FX. На других платформах для просмотра будет показан оригинальный эпизод, включающий в себя сцены с оружием, кровью и насилием.

## Критика и приём
В премьерный показ эпизод посмотрело 2,15 миллиона человек с долей 1,0 в возрастной категории от 18 до 49 лет.
Эпизод так же получил позитивные отзывы от критиков. На аналитическом агрегаторе Rotten Tomatos «Среднезападный убийца» получил 88 % одобрения, основанных на 16 рецензиях. Общая оценка — 7,52/10.